# Rio Rancho
Rio Rancho ist die größte Stadt im Sandoval County des US-Bundesstaates New Mexico. Sie hatte 104.046 Einwohner auf 190,4 km² Fläche im Jahr 2020. Rio Rancho grenzt im Süden an Albuquerque, im Norden an Bernalillo und im Osten an Corrales. Die Stadt liegt am Rio Grande.

## Geschichte
Das Gebiet um das heutige Rio Rancho wurde 1710 von den Spaniern besiedelt, während die Stadt durch die immer weiter fortschreitende Besiedelung 1981 gegründet wurde. Ende des Jahres 2006 wurde die Stadtmitte umstrukturiert und eine Arena und ein neues Rathausgebäude gebaut.

## Bevölkerung
Die Bevölkerungszahl stieg von 2000 bis Ende 2010 um 69 %. Damit ist Rio Rancho eine der am schnellsten wachsenden Städte der USA. Mit 87.521 Einwohnern ist sie nach Albuquerque und Las Cruces die drittgrößte Stadt in New Mexico.
| Jahr | Einwohner¹ |
| ---- | ---------- |
| 1980 | 9.985      |
| 1990 | 32.512     |
| 2000 | 51.765     |
| 2008 | 79.655     |
| 2010 | 87.521     |
| 2020 | 104.046    |

¹ 1980–2000: Volkszählungsergebnisse; 2008: Fortschreibung des US Census Bureau; 2010: RREDC.org.; 2020 Volkszählungsergebnis

## Wirtschaft
Die Intel Corporation ist mit rund 7000 Angestellten bei weitem der größte Arbeitgeber von Rio Rancho; auch Hewlett-Packard beschäftigt etwa 1300 Menschen. 1400 Bedienstete arbeiten für die Rio Rancho Public Schools. Neben dem Dienstleistungssektor und dem Einzelhandel bieten auch einige Regierungsbehörden Arbeitsplätze.

## Persönlichkeiten
- Nolan Flexen (* 2002), Volleyballspieler